# Юго-Центральная область (Буркина-Фасо)
Ю́го-Центра́льная (фр. Centre-Sud) — область на юге Буркина-Фасо.
- Административный центр — город Манга.
- Площадь — 11 313 км², население — 638 379 (2006 год).

Действующий губернатор — Полина Хиен Винкун.

## География
На западе граничит с Западно-Центральной областью, на севере — с Центральной областью и областью Центральное Плато, на востоке — с Восточно-Центральной областью, на юге — с Ганой.

## Административное деление
В административном отношении Юго-Центральная область подразделяется на 3 провинции:
| Провинция | Адм. центр | Население, чел. (2006) |
| --------- | ---------- | ---------------------- |
| Базега    | Комбисири  | 238 202                |
| Нахури    | По         | 155 463                |
| Зундвеого | Манга      | 244 714                |